# Jacob Murer

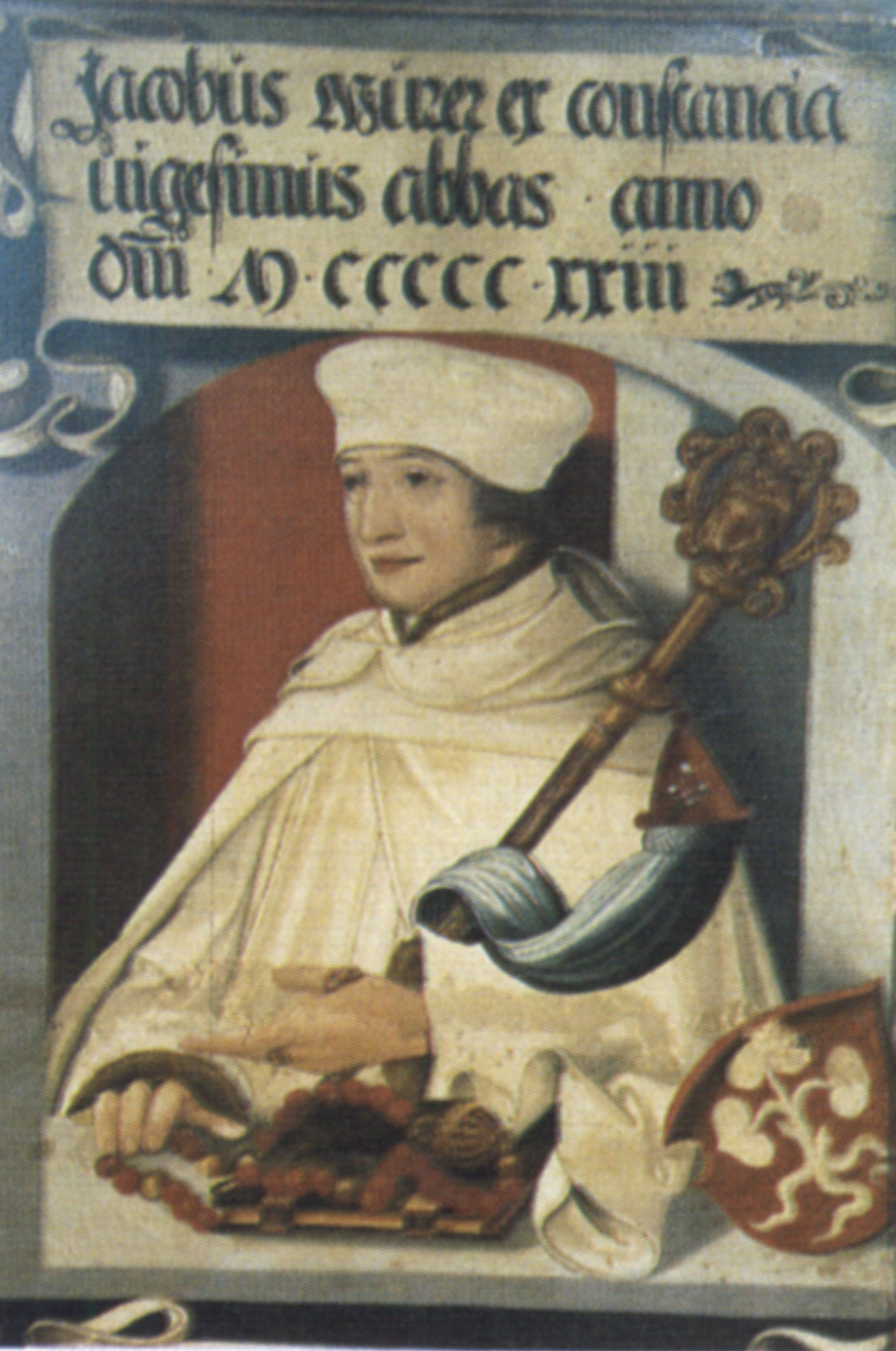
Detail von der dritten Äbtetafel des Klosters Weißenau (heute Stuttgart, Landesmuseum Württemberg, Inv. Nr. WLM 898 c)

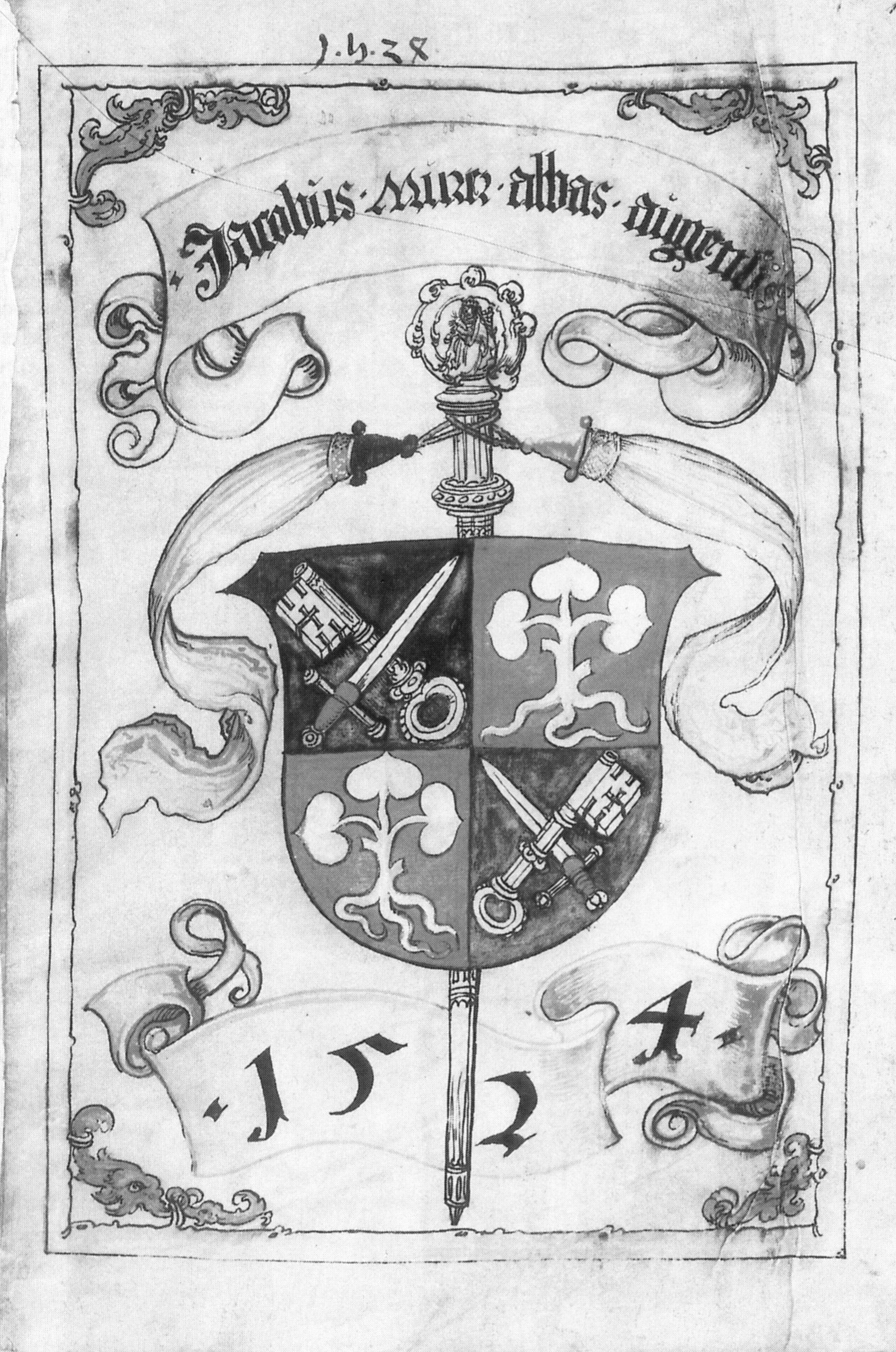
Abtswappen Jacob Murers im Privilegienbuches (heute Fürstlich Waldburg-Zeil'sches Gesamtarchiv, Schloss Zeil, ZA Ms 42, Bl. 1)

Jacob Murer (* 1468; † 1533), auch Jakob Murer, war Prämonstratenser sowie Abt und Chronist des Klosters Weißenau.

## Leben und Wirken
Jacob Murer stammte aus der Konstanzer Malerfamilie Murer und war Sohn von Hans Murer dem Älteren († 1486 oder 1487).
1523 wurde er zum Abt des Klosters Weißenau bei Ravensburg gewählt; das Amt hatte er bis zu seinem Tod inne.
Der Text des klösterlichen Privilegienbuches (1524; heute Fürstlich Waldburg-Zeil’sches Archiv, Schloss Zeil, ZA Ms 42) wurde von Murer kolligiert und abgeschrieben.

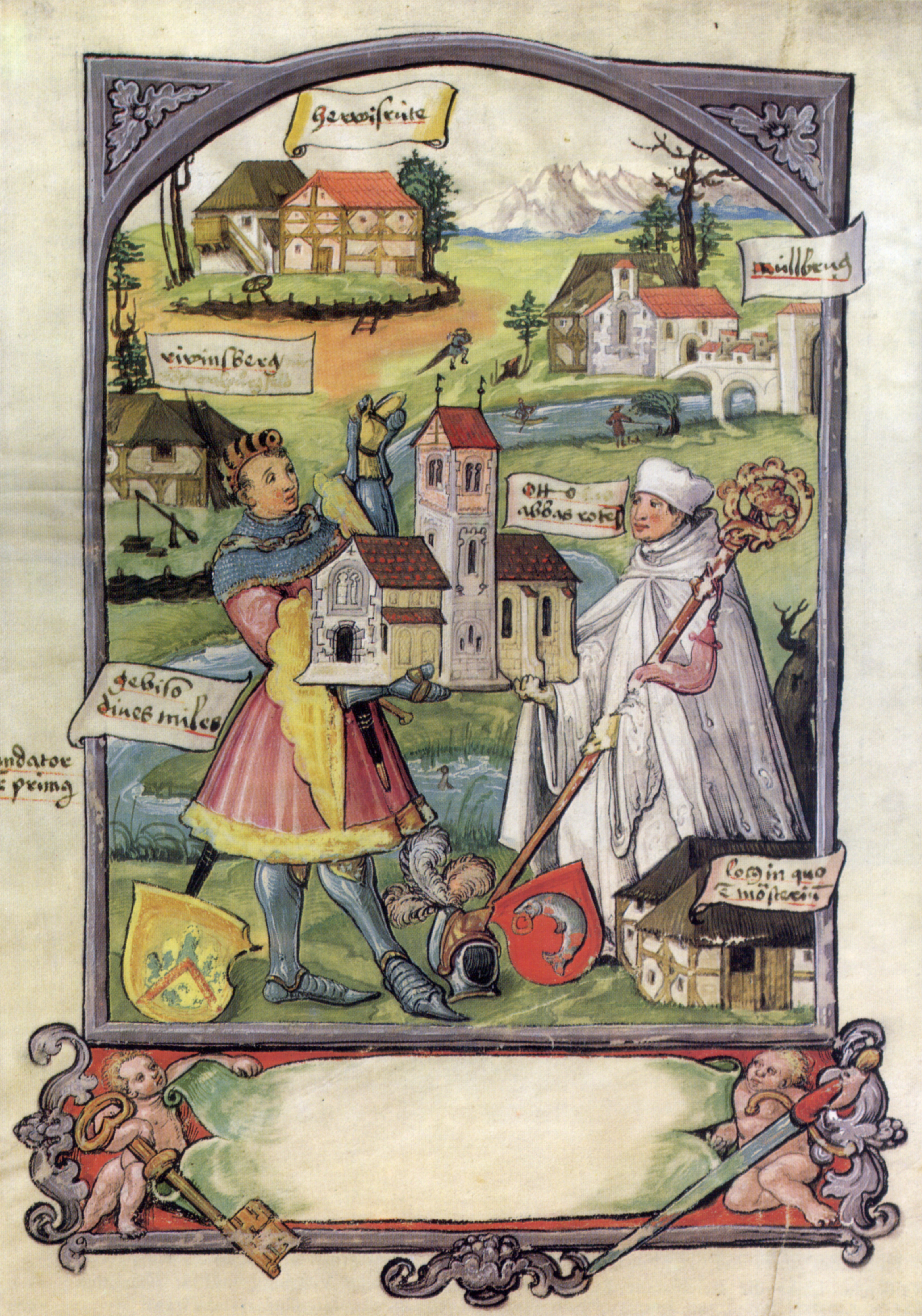
Klosterstiftung durch Ritter Gebizo an Abt Otto von der Rot, Privilegienbuch von 1524 (fol. 6v)

1525 verfasste er auch eine Chronik des Deutschen Bauernkrieges (heute Fürstlich Waldburg-Zeil’sches Gesamtarchiv, Schloss Zeil, ZA Ms 54), die von einer unbekannten Person illustriert wurden.

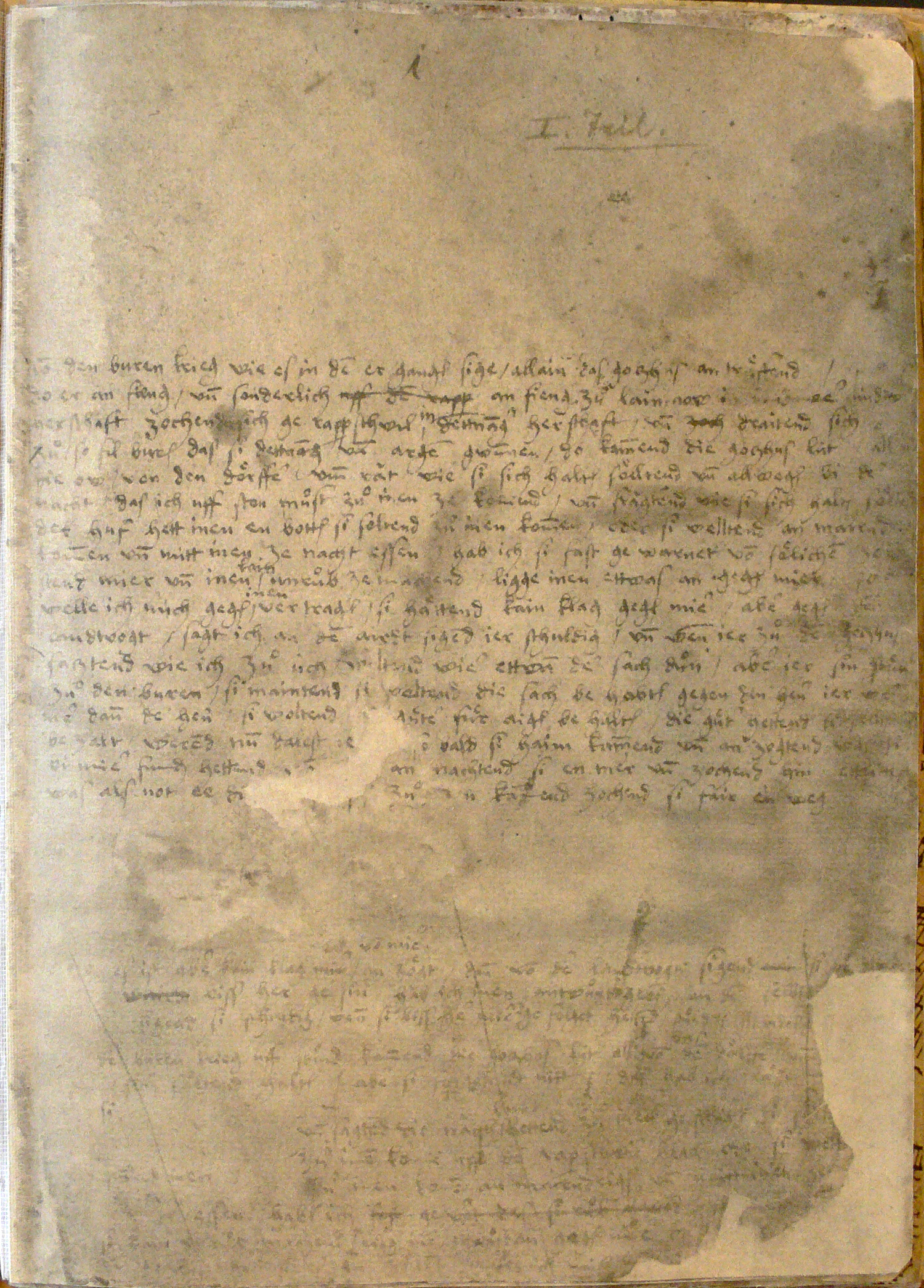
Weissenauer Chronik des Bauernkrieges von 1525 (S. 1)
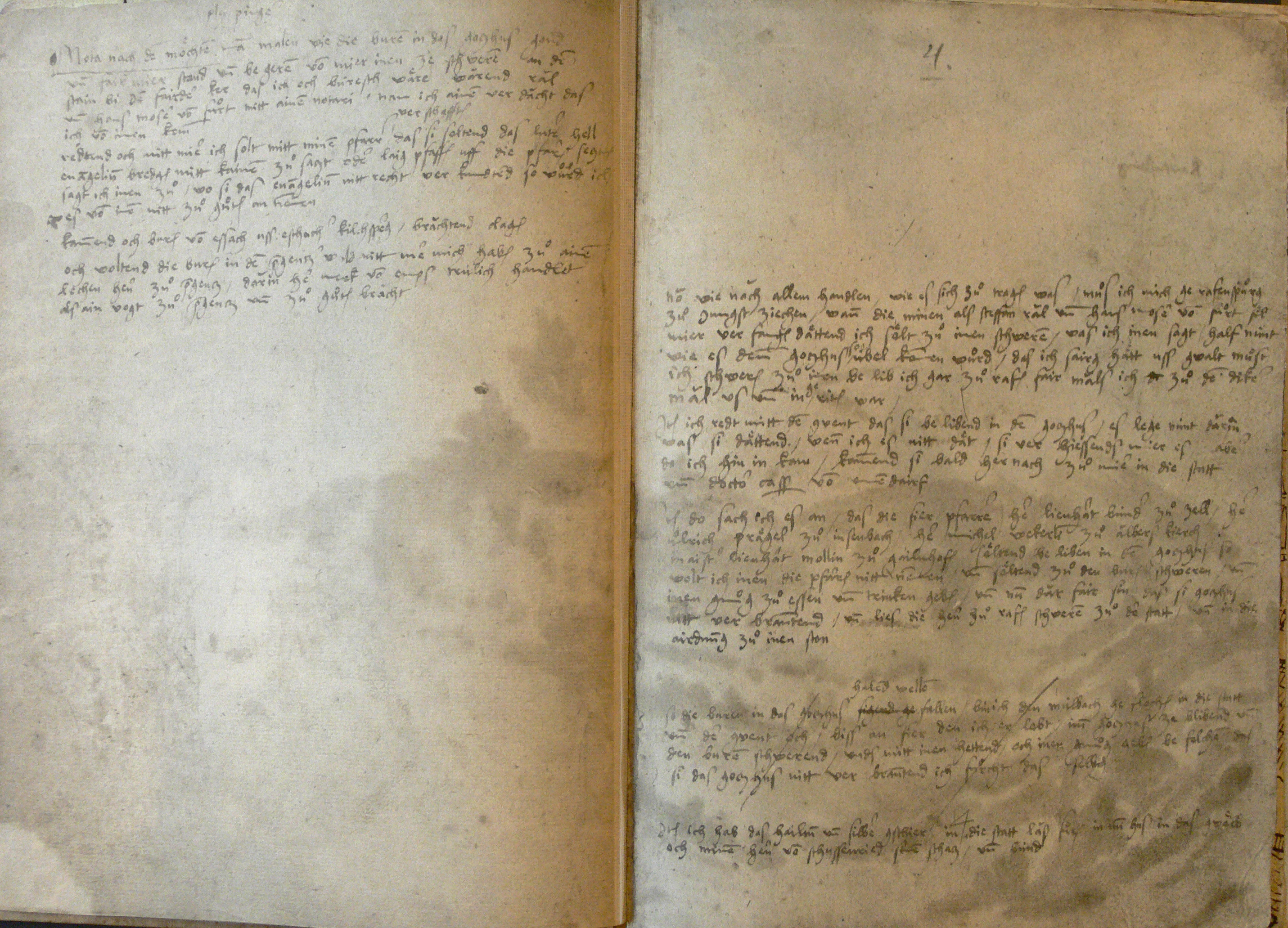
Weissenauer Chronik des Bauernkrieges von 1525 (S. 12 f.)

Um 1525 wurde ein sogenannter Traditionskodex (Liber Praelatorum; heute Fürstlich Waldburg-Zeil’sches Gesamtarchiv, Schloss Zeil, ZA Ms 41) von Murer verfasst und von einem Unbekannten (eventuell Andreas Haider) bildlich ausgeschmückt.

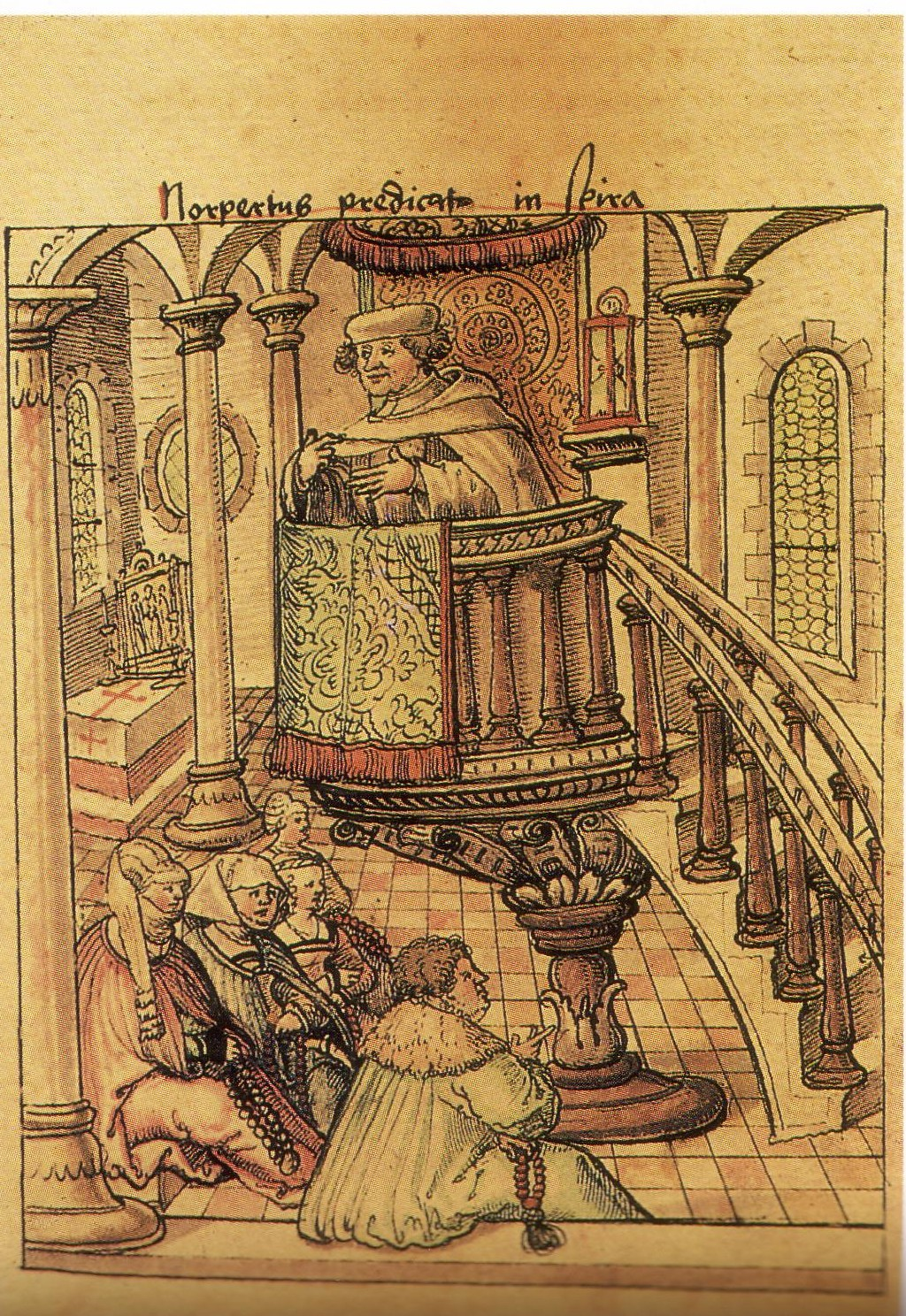
Norbert von Xanten (fol. 17r)
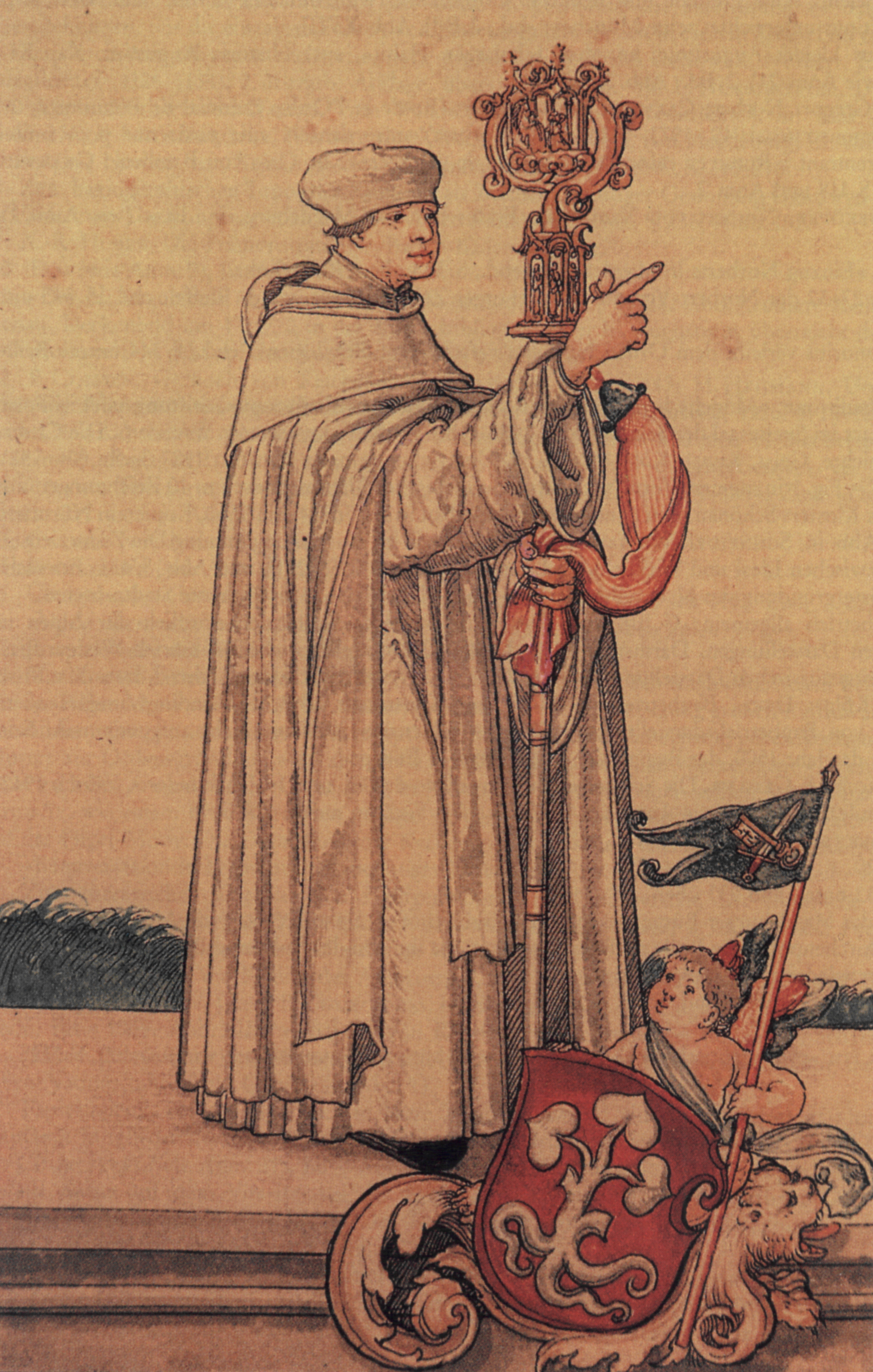
Autorenbild Jacob Murers (fol. 17v)

Auf Jacobs Veranlassung wurde der Konventuale Andreas Rietmann vor 1531 mit der Sammlung aller Urkunden seit 1366 in einem Kopialbuch des Klosters Weißenau, dessen Besitz zu Ummendorf betreffend (heute Hauptstaatsarchiv Stuttgart, H 14, Bd. 287) beauftragt. Farbgrundzeichnungen mit einer Darstellung der Versuchung Christi, einer Austreibungsszene und zweier Apostel wurden in dieses Buch eingeklebt.

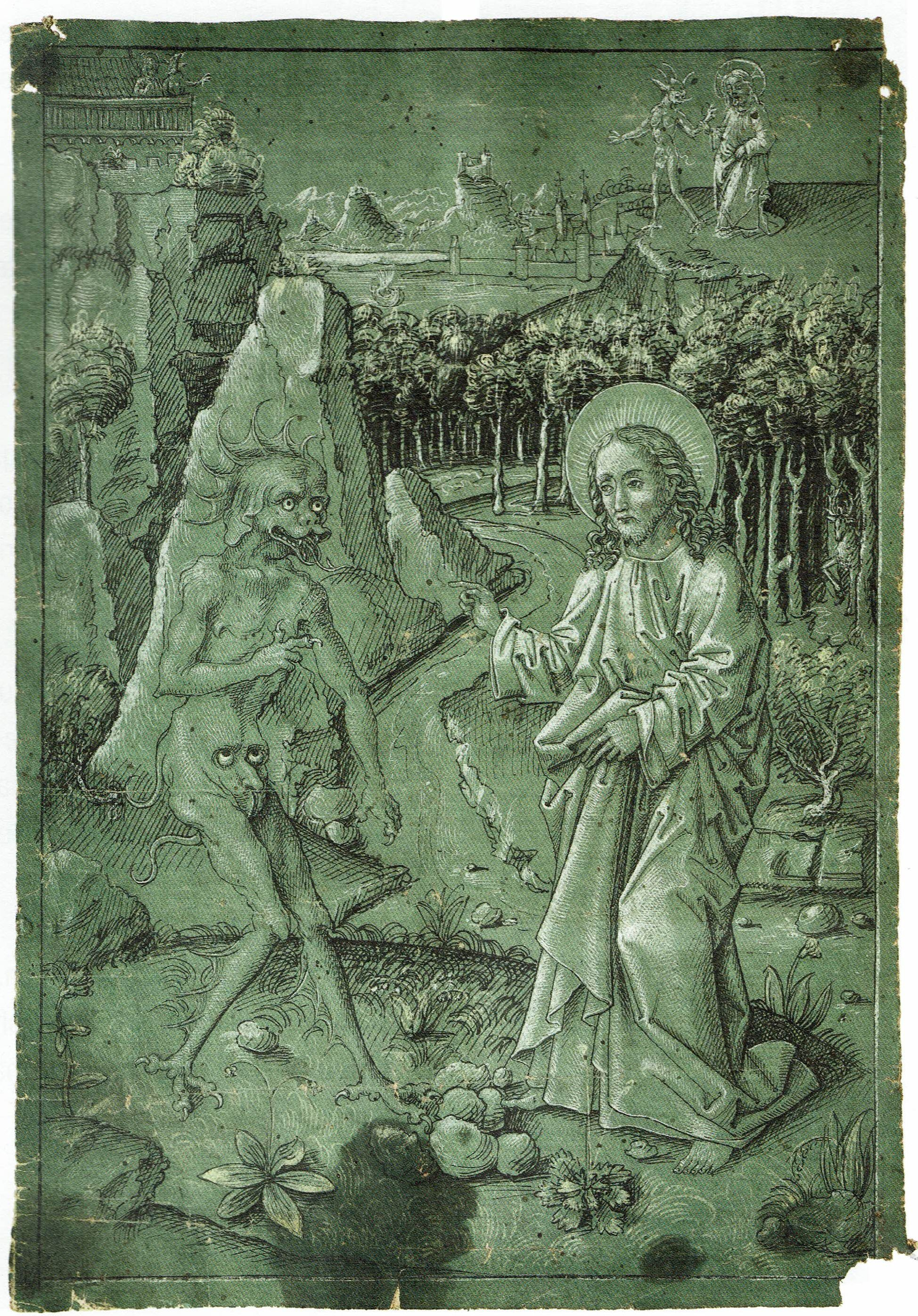
Versuchung Christi (fol. 12v)

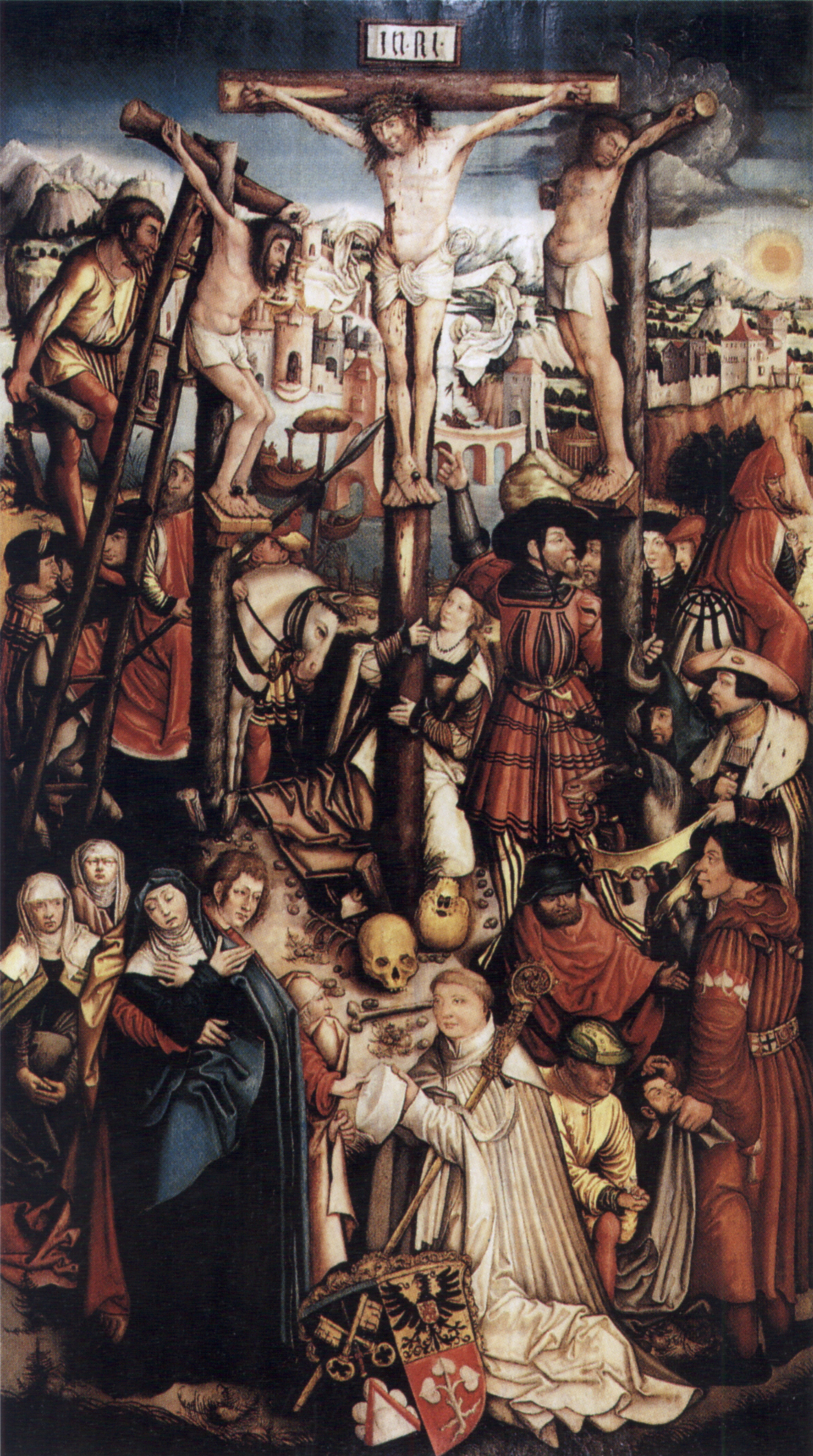
Kalvarienberg mit Stifterbild Jacob Murers, um 1530 (heute Kunstsammlung der Stadt Ravensburg)

Gegen Ende seines Lebens stiftete Jacob Murer das Tafelbild eines Kalvarienbergs (Öl auf Holz, 191,5 × 106 cm).

## Ausgabe der Bauernkriegschronik
- Günther Franz (Hrsg.): Jacob Murers Weißenauer Chronik. Chronik des Bauernkrieges von 1525. 2 Bände. Thorbecke, Sigmaringen 1977.